# Apastepeque
Apastepeque es una ciudad situada en el departamento de San Vicente, en El Salvador.

## Datos básicos

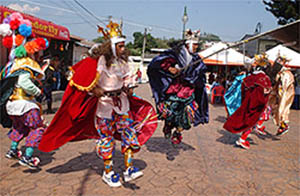
Danza de Moros y Cristianos tradición época colonial

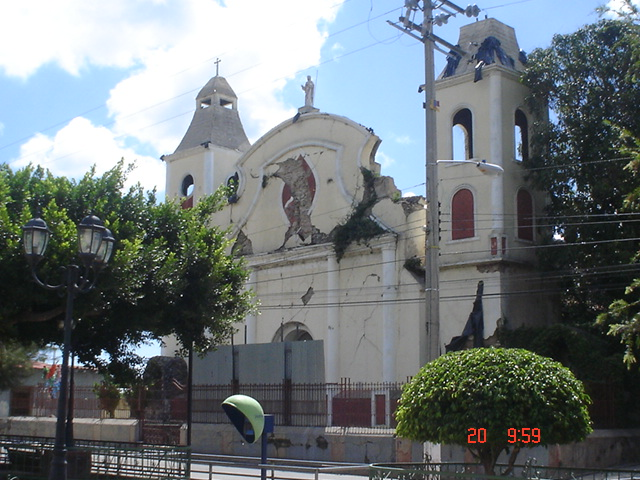
Iglesia Colonial de Apastepeque después de los terremotos de 2001

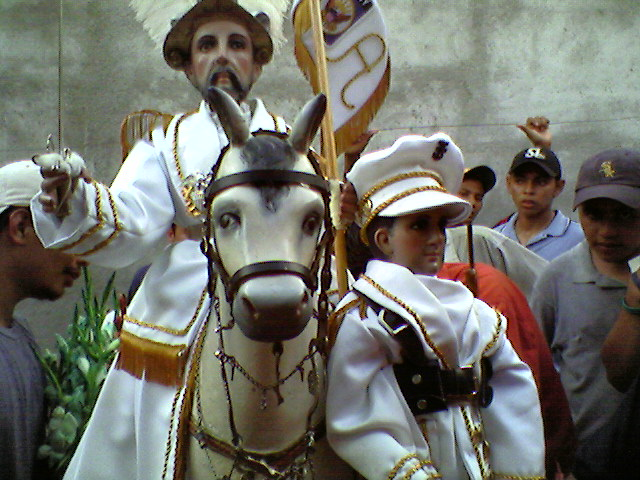
Santiago apóstol Patrono de Apastepeque, imagen traída desde España

- Cuenta con una población de 19.646 habitantes.[1]
- Es una ciudad de origen nahua, el topónimo significa ciudad de cerros y alabastro.

## Límites
La ciudad de San Vicente, está ubicado al sureste de la zona central del país y al oriente de la capital salvadoreña, a 590 m s. n. m., limita al norte con el distrito de San Esteban Catarina, al noreste con el distrito de Santa Clara, al este u oriente con el distrito de San Ildefonso, al sur con la ciudad de San Vicente y al oeste o poniente con el distrito de San Cayetano Istepeque.
La cabecera del departamento de San Vicente, es San Vicente y la distancia que existe desde la cabecera departamental a Apastepeque es de 6 km, y de la ciudad capital San Salvador es 58 km .

## Patrimonio artístico y cultural
Apastepeque es una ciudad rica en tradiciones de carácter religioso y cultural que conforman una fusión de elementos precolombinos y coloniales guardados y transmitidos a las nuevas generaciones. Posee monumentos de gran valor cultural como su iglesia que data de la época colonial, fue abatida por los terremotos y actualmente está en reconstrucción. Las fiestas patronales son celebradas del 16 al 25 de julio en honor a Santiago Apóstol, y se desarrollan actividades religiosas (eucaristías, procesiones), culturales (carrozas, mascaradas) y sociales (bailes, conciertos).
En lengua náhuatl "Apastepeque", significa “Cerro del Alabastro”, pues proviene de Apast, alabastro; y Tepic, cerro.”
(Alabastro= Piedra caliza trasparente y poco dura )
En náhuatl "Saguayapa" significa “Ríos de Ranas y Arenas”, pues procede de las raíces sa o shal, arena; guay, rana (batracio sagrado entre los antiguos Toltecas); y apa, río, laguna.
Estos pueblos gemelos, se dice que estaban separados por una calle de 5 m de ancho, que es la que actualmente pasa al norte de la iglesia parroquial Santiago Apóstol, la Calle Raymundo Lazo. La parte norte era ocupada por Saguayapa y la parte sur por Apastepeque.
Apastepeque ciudad orgullosa, próspera y rica en su historia, celebra muchas fiestas en cada año, iniciando en el mes de enero con la segunda celebración de importancia de la ciudad, en honor a San Sebastián Mártir. Es en esta donde se presenta el baile de los Moros y Cristianos. Este baile de los moros es una fiesta llenas de trasfondo cultural diríamos de los más arraigados que se celebran en Apastepeque. También se puede resaltar dentro del calendario de las actividades religiosas La Semana Mayor o Semana Santa, que es conmemorada con mucho fervor incrementándose cada vez más la participación de los apastepecanos.
Empezando en la madrugada del sábado 25 de marzo de 1899, una serie de terremotos afectó el área alrededor de la ciudad de San Vicente y afectó a Apastepeque. En Apastepeque, la iglesia parroquial fue completamente destruida, la Iglesia del Calvario, el Palacio Municipal y la casa de Escuela de Varones fueron en su mayor parte arruinadas al igual que muchas casas de particulares; no hubo defunciones con motivo de la catástrofe. Luego en el año 2001 se vienen al área de San Vicente y Apastepeque 2 terremotos terminando de destruir el templo central de esta ciudad, que hasta la fecha, no ha sido terminado.

## Economía local
Su patrimonio económico tradicionalmente es la agricultura, además de los cultivos de subsistencia, la caña de azúcar es pilar fundamental, rodeada de trapiches donde todavía se mantiene el proceso artesanal de sus derivados, apreciados por su gran valor alimenticio y medicinal.